# Alessandro Colizzi
Alessandro Colizzi (* 1962 in Rom) ist ein italienischer Regisseur und Autor.

## Leben
Der Filmhistoriker – er besuchte die Universität La Sapienza – Colizzi besuchte Regiekurse bei Nikita Michalkow und Angebote für Drehbuch bei Robert McKee. Nach Tätigkeiten als Regieassistent bei Ettore Scola und anderen drehte er Mitte der 1990er Jahre zunächst Kurzfilme und eine Dokumentation über Rainer Werner Fassbinder, bevor er mit L'ospite 1998 seine Debütarbeit, nach eigenem Drehbuch, für die Leinwand vorlegte. 2002 folgte ein Fernsehfilm, 2004 seine bislang letzte Kinoarbeit, Fino a farti male.
Als Schriftsteller veröffentlichte Colizzi nach dem 1999 verlegten Drehbuch zu seinem ersten Spielfilm im Jahr 2005 seinen ersten Roman, Il corpo di mia madre.

## Filmografie (Auswahl)
- 1994: Bluff (Kurzfilm)
- 1997: Tutte le donne di Fassbinder (Dokumentarfilm)
- 1998: Der Gast (L'ospite)
- 2004: no a farti male